# Harke de Roos
Harke de Roos (* 24. Dezember 1942 in Hellevoetsluis) ist ein niederländischer Dirigent, Pianist und Musikforscher.

## Leben und Werk
Nachdem er in Goes und Rotterdam zur Schule gegangen war, studierte de Roos Konzertdirigieren und Soloklavier an der Musikhochschule het muzieklyceum (heute: Conservatorium van Amsterdam) in Amsterdam. Die berufliche Laufbahn begann 1968 bis 1971 als Solorepetitor am Opernstudio der Niederländischen Opernstiftung Amsterdam und als Leiter vom Chor und Orchester der Gemeinde-Universität Amsterdam. In den Folgejahren nahm de Roos an verschiedenen Kursen für Dirigenten teil, unter anderem bei Herbert von Karajan und Hans Swarowsky.
Von 1971 bis 1973 wirkte er als stellvertretender Chordirektor an der Oper in Graz, von 1973 bis 1977 als Solorepetitor mit Dirigierverpflichtung an der Oper in Köln, von 1977 bis 1982 als Solorepetitor an der Deutschen Oper Berlin, von 1982 bis 1985 als Kapellmeister am Landestheater Detmold und von 1992 bis 1995 als Generalmusikdirektor am Landestheater Eisenach.
Seine Forschung beschäftigt sich mit der Wiener Klassik, in deren Mittelpunkt zum einen die Frage nach den umstrittenen Todesumständen von Wolfgang Amadeus Mozart und zum anderen die Hinterfragung der Tempoangaben Ludwig van Beethovens steht.
Über seine Erkenntnisse schreibt de Roos in den Büchern Das Wunder Mozart und Der andere Beethoven, die 2010 vom Katharos Verlag publiziert wurden. In Ersterem vertritt er die These, Mozart sei vorsätzlich durch falsche ärztliche Behandlung umgebracht worden, und geht hier auf politische und persönliche Ebenen ein, die eine Ermordung des Komponisten erklären könnten. Vor allem seine Auseinandersetzung mit politischen Aspekten zur Zeit der Wiener Klassik im Zusammenhang mit Mozarts Tod ist eher ungewöhnlich und für die Musikforschung ein weitgehend unberücksichtigter Ansatz.
Eine weitere These des Niederländers ist, Beethoven habe sein Werk durch verschlüsselte Metronomangaben größtenteils verzerrt, um es seiner Umwelt als Rätsel aufzugeben. Dabei geht er davon aus, dass keine Tempovorgabe aufgrund eines Irrtums des Komponisten entstanden sei, sondern jede Zahl bzw. jeder Notenwert zu der Zahl eine bewusste Täuschung und das Rätsel auflösbar sei, woraufhin sich schlüssigere Relationen der Sätze ergeben würden. Auch hier geht de Roos auf politische und persönliche Hintergründe ein, unter anderem wird Beethovens Beziehung zum Erfinder des Metronoms, Johann Nepomuk Mälzel, beleuchtet.
Um diese Tempovorstellungen zu verdeutlichen, gab es 2010 eine Einspielung von Beethovens zweiter Symphonie mit den Wiener Symphonikern und 2014 eine Aufführung von Beethovens siebter Symphonie und dessen Violinkonzert mit der Wiener Kammerphilharmonie und der Solistin Fanny Clamagirand während des Carinthischen Sommers, die de Roos leitete und nach den Tempi spielen ließ, die er als die Richtigen empfindet.